# 1405-ös mellékút (Magyarország)
Az 1405-ös mellékút egy négyjegyű mellékút Győr-Moson-Sopron vármegyében, a Szigetközben.

## Nyomvonala
Halászi központjának déli részén ágazik ki az 1401-es útból, első néhány kilométerén majdnem pontosan kelet felé halad, később kelet-délkeleti irányba fordul. Áthalad Püskin, ott két alsóbbrendű út is kiágazik belőle – egyik a falu központjában, 14 105-ös számozással öt számjegyű országos közútként, a másik attól keletre, már külterületen –, mindkettő Kisbodakra vezet. Ezt követően súrolja Dunaremetét, majd Lipót község nyugati részén torkollik bele a Kimle–Darnózseli felől érkező 1404-es útba, ahol véget is ér.

## Története
Egy 2,754 kilométeres szakaszát (az 5+066 és a 10+394 kilométerszelvények között) 2019 második felében újítják fel, a Magyar Falu Program útjavítási pályázatának I. ütemében, a Győr-Moson-Sopron megyei Püski település területén.